# Goto Sadayuki

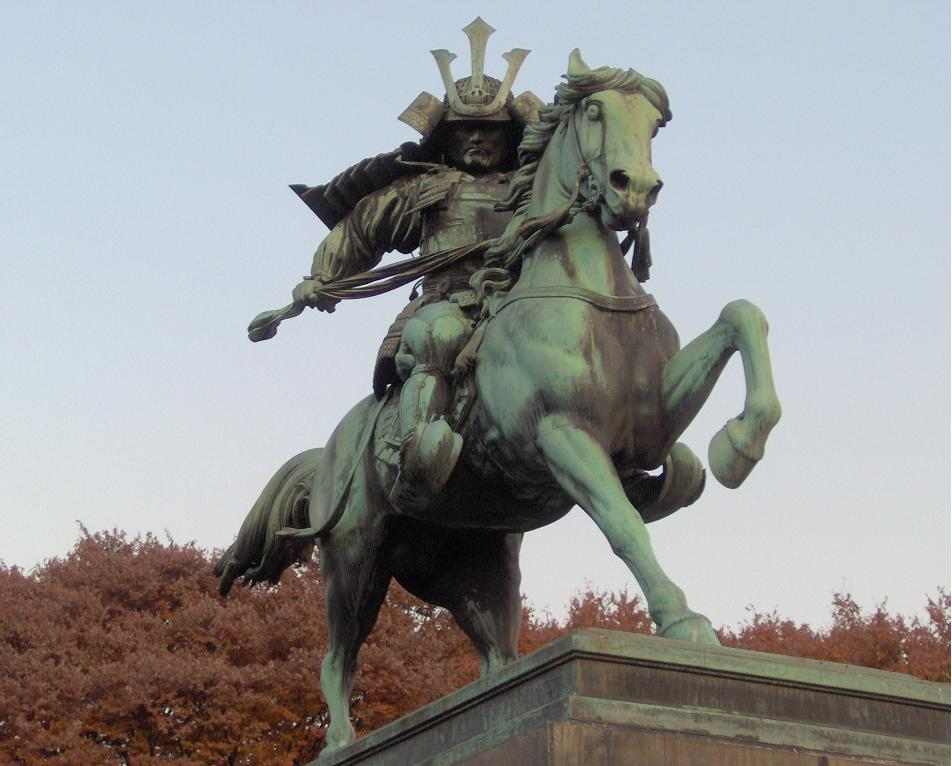
Jardins extérieurs du palais impérial, statue de Masashige Kusunoki (cheval créé par Sadayuki Goto)

 (septembre 2024).
La mise en forme du texte ne suit pas les recommandations de Wikipédia : il faut le « wikifier ».
Les points d'amélioration suivants sont les cas les plus fréquents. Le détail des points à revoir est peut-être précisé sur la page de discussion.
- Les titres sont pré-formatés par le logiciel. Ils ne sont ni en capitales, ni en gras.
- Le texte ne doit pas être écrit en capitales (les noms de famille non plus), ni en gras, ni en italique, ni en « petit »…
- Le gras n'est utilisé que pour surligner le titre de l'article dans l'introduction, une seule fois.
- L'italique est rarement utilisé : mots en langue étrangère, titres d'œuvres, noms de bateaux, etc.
- Les citations ne sont pas en italique mais en corps de texte normal. Elles sont entourées par des guillemets français : « et ».
- Les listes à puces sont à éviter, des paragraphes rédigés étant largement préférés. Les tableaux sont à réserver à la présentation de données structurées (résultats, etc.).
- Les appels de note de bas de page (petits chiffres en exposant, introduits par l'outil «  Source ») sont à placer entre la fin de phrase et le point final[comme ça].
- Les liens internes (vers d'autres articles de Wikipédia) sont à choisir avec parcimonie. Créez des liens vers des articles approfondissant le sujet. Les termes génériques sans rapport avec le sujet sont à éviter, ainsi que les répétitions de liens vers un même terme.
- Les liens externes sont à placer uniquement dans une section « Liens externes », à la fin de l'article. Ces liens sont à choisir avec parcimonie suivant les règles définies. Si un lien sert de source à l'article, son insertion dans le texte est à faire par les notes de bas de page.
- La présentation des références doit suivre les conventions bibliographiques. Il est recommandé d'utiliser les modèles {{Ouvrage}}, {{Chapitre}}, {{Article}}, {{Lien web}} et/ou {{Bibliographie}}. Le mode d'édition visuel peut mettre en forme automatiquement les références.
- Insérer une infobox (cadre d'informations à droite) n'est pas obligatoire pour parachever la mise en page.

Pour une aide détaillée, merci de consulter Aide:Wikification.
Si vous pensez que ces points ont été résolus, vous pouvez retirer ce bandeau et améliorer la mise en forme d'un autre article.
 (septembre 2024).
Sadayuki Goto (後藤 貞行, 4 février 1850 - 30 août 1903) est un sculpteur japonais. Il est connu pour ses sculptures de chevaux, et son œuvre la plus célèbre est la statue de cheval de Masashige Kusunoki sur la place devant le palais impérial.

## Biographie
Né à Hakone en tant que deuxième fils d'un samouraï du clan Kishu . Élevé dans la province de Suruga, il étudie la littérature et les arts martiaux à Wakayama à partir de 1858 ( Ansei 5).
À partir de 1866 ( Keio 2), il étudia la terre cuite à l'école de cavalerie du shogunat, et après l'abolition des domaines féodaux et la création de préfectures pendant la période Meiji, il étudia la terre cuite à Tokyo et ailleurs.
À partir de 1874 (Meiji 7), il apprend la peinture occidentale auprès du Français Descharmes.
En 1875 (Meiji 8), il devient membre du département d'art de l'école militaire de Toyama.
A travaillé au War Horse Bureau à partir de 1880 (Meiji 13). Après des études de lithographie et de photographie, il rencontre Koun Takamura et apprend la sculpture sur bois.

## Activités artistiques
1884 (Meiji 17) Travaille à l'école agricole de Komaba . À cette époque, il est devenu connu pour avoir une statue en bronze représentant l'équitation de l'empereur Kinkazango.
En 1890 (Meiji 23), il travaille à l'École des Beaux-Arts de Tokyo et coproduit la statue en bronze de Masashige Kusunoki.
Création du chien Tsun pour la statue de Saigo Takamori (dévoilée en 1898 ) dans le parc d'Ueno.
En 1898 (Meiji 31), à la suite de la démission de Kakuzo Okakura (Tenshin), il quitte l'école d'art et commence à sculpter sur le terrain, pour finir à Morioka.